# Анхіорніс
Анхіорніс (Anchiornis) — рід викопних ящеротазових динозаврів родини Anchiornithidae, підряду тероподів, що жили в Азії в пізньому юрському періоді (близько 160—155 мільйонів років тому).
Скам'янілості були знайдені в провінції Ляонін, Китай. Вперше описаний китайським палеонтологом Сюй Сіном у 2009 році.
Представлений одним видом — Anchiornis huxleyi.
Завдовжки досягав 30—40 см. Важив лише 100 г.